# Juan Borges Mateos
Juan Borges Mateos (ur. 28 marca 1966 w Guantánamo) – kubański szachista, arcymistrz od 2004 roku.

## Kariera szachowa
Od połowy lat 80. do końca 90. XX wieku należał do czołówki kubańskich szachistów. Wielokrotnie startował w finałach indywidualnych mistrzostw kraju, trzykrotnie (1987, 1993, 1995) zdobywając złote medale. Dwukrotnie (1988, 1998) reprezentował narodowe barwy na szachowych olimpiadach, jak również (w roku 1997) na drużynowych mistrzostwach świata, na których zdobył brązowy medal za indywidualny wynik na VI szachownicy.
Do sukcesów Juana Borgesa Mateosa w międzynarodowych turniejach należą m.in. I m. w Ciego de Avila (1996), I m. w Santo Domingo (2001), dz. I m. w Walencji (2001, wspólnie z José Luisem Fernándezem Garcíą), I m. w Madrycie (2002), II m. w Mondariz (2002), dz. I m. w Sitges (2003), dz. II m. w Hawanie (2004, turniej B memoriału Jose Raula Capablanki, wraz z Oswaldo Zambraną, za Jesusem Nogueirasem), dz. I m. w Castellar del Valle (2004, wraz z Olegiem Korniejewem i Fernando Peraltą) oraz II m. w Andratx (2004, za Jörgiem Wegerle).
Najwyższy ranking w swojej karierze osiągnął 1 lipca 1988 r., z wynikiem 2535 punktów dzielił wówczas 79-85. miejsce na światowej liście FIDE, jednocześnie zajmując 2. miejsce (za Jesusem Nogueirasem i Amadorem Rodriguezem) wśród kubańskich szachistów.